# Nesocharis ansorgei
Nesocharis ansorgei е вид птица от семейство Estrildidae.

## Разпространение
Видът е разпространен в Демократична република Конго, Руанда, Танзания и Уганда.